# Thomas Muir (Schriftsteller)
Thomas Muir (* ?; † ?) war ein schottischer Journalist und Schriftsteller.

## Leben
Muir war ein entfernter Nachfahre des Naturphilosophen John Muir. Im Zweiten Weltkrieg diente er in der Royal Navy und ließ sich nach Kriegsende bei Edinburgh nieder, um für die dortige Presse zu schreiben. Anlässlich einer Lesung machte Muir die Bekanntschaft der Schriftstellerin Marie Muir. Bereits kurze Zeit darauf heirateten die beiden und ließen sich auf einem Gutshof in der Aberlady Bay am Firth of Forth nieder.
Seine Ehefrau verfasste überwiegend Kinder- und Jugendbücher, während er Kriminalromane schrieb. Am bekanntesten ist heute noch sein Protagonist Roger Crammond, der als Meeresbiologe Kriminalfälle löst. Viele dieser Kriminalromane zählen zu den Whodunits und beginnen im Titel immer mit dem Wort „death“.

## Werke (Auswahl)
Roger Crammond Reihe
- Death in Reserve. London 1948.
  - Deutsch: Kurz nach Mitternacht. Goldmann, London 1952 (übersetzt von Werner von Grünau)
- Death on the trooper. London 1948.
  - Deutsch: Kabine B55. Goldmann, München 1953 (übersetzt von Werner von Grünau)
- Death on the Loch. London 1949.
  - Deutsch: Das Geheimnis der „Sappho“. Goldmann, München 1959 (übersetzt von Arnold F. Garthe)
- Death below Zero. London 1950.
  - Deutsch: Die „Antares“ schweigt. Goldmann, London 1956 (übersetzt von Arnold F. Garthe).
- Death without question. London 1951.
  - Deutsch: War es Mord? Goldmann, München 1953 (übersetzt von Werner von Grünau)
- Death under Virgo. London 1952.
  - Deutsch: Das Mädchen auf dem Schlepper. Goldmann, München 1958 (übersetzt von Werner von Grünau)
- Death on the agenda. London 1952.
  - Deutsch: Tod an der Tagesordnung. Goldmann, München 1959 (übersetzt von Ruth Kempner)
- Death in soundings. London 1953.
  - Deutsch: Mord unter Wasser. Goldmann, München 1956 (übersetzt von Ruth Kempner).

Einzelne Kriminalromane
- Trouble abroad. London 1957.
  - Deutsch: Funkspruch an Scotland Yard. Goldmann, München 1960 (übersetzt von Arno Dohm).
- Dancing death. London
  - Deutsch: Der tanzende Tod. Goldmann, München 1955.
- The sea road. London 1959.